# قیفک‌ها
قیفک‌ها (نام علمی: Conus) نام یک سرده از تیره قیفکیان است.